# Jimmy Havoc
James Mcahren (Dartford, Kent, 19 de marzo de 1984) es un luchador profesional inglés retirado, más conocido como Jimmy Havoc. Mcahren también ha luchado en otras empresas como Combat Zone Wrestling, Total Nonstop Action Wrestling, Progress Wrestling, Major League Wrestling, All Elite Wrestling e Insane Championship Wrestling y en el circuito independiente. 
Mcahren ha sido una vez campeón mundial al ser Campeón de Progress, y fue una vez Campeón en Parejas de Progress con Mark Haskins (en una ocasión). También posee el reinado más largo del Campeonato Hardcore de Defiant Wrestling.

## Carrera

### Circuito independiente (2004-2020)
Havoc se formó en NWA UK Hammerlock con Andre Baker y Jon Ryan, junto con Zack Sabre Jr. y Fergal Devitt antes de hacer su debut en 2004. Luchando exclusivamente bajo la bandera de Hammerlock hasta 2006, hizo sus primeras apariciones fuera de la promoción. para Triple X Wrestling, donde comenzó a aparecer como un "Hardcore wrestler" o un luchador incondicional. Rápidamente se le conoció como uno de los mejores luchadores de enfrentamientos a muerte en Europa, debutando en International Pro Wrestling: Reino Unido en 2008, Westside Xtreme Wrestling de Alemania en 2009 y participando en un programa conjunto entre wXw y la promoción hardcore de EE. UU. Combat Zone Wrestlingen 2010.
En febrero de 2015, capturó el Campeonato de FPW, agregando el Campeonato IPW: UK All-England en marzo. En agosto de 2015, se convirtió en IPW: campeón mundial de peso pesado del Reino Unido después de derrotar a Bad Bones en un partido de TLC.
También a finales de febrero de 2016, Havoc hizo apariciones especiales para Melbourne City Wrestling. La primera fue en MCW At Out Best, donde se enfrentó a Mikey Nicholls de TMDK. Sin embargo, se lesionó en el Festival de St Kilda y no se enfrentó al Sr. Juicy en MCW Uncensored.
El 4 de octubre de 2016, se anunció que Jimmy Havoc haría su debut en Canadá en Smash Wrestling en su cuarto aniversario en noviembre de 2016.
El 18 de marzo de 2017, Havoc hizo equipo con Clint Margera para enfrentar a #CCK (Chris Brookes & Kid Lykos) en una lucha clasificatoria para el Dream Tag Team Invitational en el evento Fight Club: Pro The First Female Of Fight Club.
El 23 de julio de 2017, Havoc derrotó a Carlito reteniendo el campeonato mundial de IPW:UK.

### Insane Championship Wrestling (2012–2018)
El 1 de abril de 2012, Havoc hizo su debut en Insane Championship Wrestling , "So's Yer Maw". El 24 de enero de 2016, Havoc entró en ICW Square Go!. El 19 de noviembre, Havoc derrotó a Bram.
El 5 de febrero de 2017, Havoc entró en ICW Square Go! y una semana después, desafió sin éxito a Trent Seven por el Campeonato Mundial Peso Pesado de la ICW.

### Progress Wrestling (2012–2019)
Havoc debutó para Progress Wrestling en el evento del Chapter Two en mayo de 2012 y perdió seis partidos sin registrar una victoria, aunque se hizo muy popular entre los fanáticos de Progress como un babyface poco popular. En noviembre de 2013, en Chapter Nine, Havoc atacó al promotor Jim Smallman y se alineó con los Disturbios de Londres, cambiándose a heel. Luego, Havoc usaría un contrato abierto que Smallman le otorgó para derrotar al Campeón de Progress Mark Andrews (quien había luchado contra Paul Robinson y Rampage Brown en partidos consecutivos) para convertirse en campeón y obtener su primera victoria en Progress.
En su primera defensa del título en Chapter Eleven, Havoc derrotó a Zack Sabre Jr. con la ayuda de su más reciente asociado, el aprendiz de Progress "The Omega" Isaac Zercher. Paul Robinson se unió a Havoc en el Capítulo Trece, y más tarde el grupo se bautizó a sí mismo como "Regresión" como una obra de teatro sobre el nombre de la compañía y para simbolizar su odio a la lucha libre de progreso. El grupo perdió sus primeros miembros en el Capítulo Quince, ya que los cuatro miembros del grupo (sin incluir a Zercher) se enfrentaron a los Campeones en Parejas de Progress Eddie Dennis y Mark Andrews, Will Ospreay y Noam Dar en un de "title vs. carrers". Ospreay cubrió a James Davis de los disturbios de Londres, lo que significa que los disturbios se habían ido de Progress. Havoc finalmente perdió el título en Chapter Twenty ante Ospreay en un partido sin descalificación, con su reinado de 609 días igual al de todos los campeones anteriores combinados.
El 25 de septiembre de 2016, más de un año desde que fue visto por última vez en la promoción, Havoc regresó a Progreso en el Chapter Thirty-Six durante el evento principal del Campeonato de Progress con Marty Scurll, Tommy End y Mark Haskins. Havoc le costaría a Scurll el título mientras salvaba a Smallman de un ataque del entonces campeón, poniendo cara de nuevo en el proceso. Después de volver a atacar a Scurll en el Capítulo 37, Havoc formó parte de un combate de triple amenaza para el Campeonato de Progreso en Chapter 38, enfrentando a Scurll y al entonces campeón Haskins, quien retuvo el título.
El 18 de abril de 2019, Progress Wrestling anunció que Havoc estaría luchando en su último lucha en la empresa el 6 de mayo de 2019; Día 3 del torneo Super Strong Style 16 de ese año. Havoc perdió posteriormente a Paul Robinson.

### Total Nonstop Action Wrestling (2016)
En febrero de 2016, estrago entró en Total Nonstop Action Wrestling diciendo que tenía "asuntos pendientes" con Decay con asistencia de Rosemary, decaimiento más adelante enfrentar estragos, con la consiguiente golpear hacia abajo lleva a problemas teniendo en Abyss en un esfuerzo por perder en un "no inhabilitación partido "el 1 de marzo episodio de Impact Wrestling.

### What Culture Pro/Defiant Wrestling (2016-2018)
Havoc se mudó a What Culture Pro Wrestling después de su etapa en CZW, Havoc se enfrentó a Primate para coronar el primer Campeón Hardcore de WCPW. El 11 de febrero de 2017, se anunció que él, junto con otros luchadores, haría su debut en What Culture Pro Wrestling (WCPW) en la Copa del Mundo de Wrestling 2017, participando en el Clasificatorio de Inglés que tendrá lugar el 21 de marzo de 2017.
En WCPW Refuse To Lose, después de que War Machine retuvo el Campeonato de WCPW Tag Team Championships contra The Young Bucks, Primate salió para recuperar su Hardcore Championship del ringside. War Machine no le permitió recuperar su cinturón. Havoc salió y anunció que en Loaded, Havoc y Primate se enfrentarían a War Machine para los Campeonatos de WCPW Tag Team Championships, que Havoc y Primate ganaron.
En la edición del 9 de febrero de 2018 del programa de YouTube de Defiant, Havoc derrotó a su compañero de equipo para ganar el Hardcore Championship.
En Unstoppable, Havoc estaba configurado para defender el Hardcore Title contra No Fun Dunne, pero tuvo que abandonar el título debido a una lesión.

### Combat Zone Wrestling (2017)
En febrero de 2017 se anunció vía Twitter que Havoc sería el primer luchador británico en participar en el Torneo de la Muerte de CZW. Derrotó a Conor Claxton en la final para ganar el torneo. Después Havoc enfrentó a Jimmy Jacobs el 9 de diciembre en CZW Cage of Death 19.

### Major League Wrestling (2017-2019)
A mediados de 2017 Jimmy Havoc firmó un contrato con major league wrestling en cual estaba acompañado de Darby Allin y Priscila Kelly en 2018 tuvo algunos feudos contra el propio Darby Allin,Shane Strickland,Joey Janela,Mjf,Tom Lawlor y Sami callihan después de que Sami lo ataque en War Games en septiembre, la última vez que se lo vio en Mlw fue en las grabaciones de octubre de 2018 en la que perdió la lucha de ruleta en un death match contra Sami Callihan,el 2 de febrero de 2019 en las grabaciones de superfight se vio una escena donde se puede confirmar un retorno a intimidation Games en marzo.

### All Elite Wrestling (2019-2020)
El 5 de febrero de 2019, Jimmy Havoc anunció que había firmado oficialmente con All Elite Wrestling (AEW). El 25 de mayo, Havoc debutó en el inaugural evento de Double or Nothing en el pre-show en el Casino Battle Royale por una oportunidad por el Campeonato Mundial de AEW donde fue eliminado por Luchasaurus. El 29 de junio, Havoc apareció en Fyter Fest cayendo derrotado ante Hangman Page en un Fatal 4-Way Match en donde también incluía a Jungle Boy y MJF. El 13 de julio, Allin apareció en el evento Fight for the Fallen haciendo equipo con Darby Allin y Joey Janela, quienes fueron derrotados ante MJF, Sammy Guevara y Shawn Spears.
El 19 de junio, se anunció que Havoc asistía a asesoramiento y rehabilitación con respecto a las acusaciones de que agredió física y psicológicamente a una exnovia. AEW declaró que su estado de empleo sería evaluado después de la finalización del tratamiento. El 13 de agosto, Havoc fue despedido de la empresa.

## En lucha
- Movimintos finales
  - Acid-Rainmaker (Wrist-lock transitioned into a short-arm lariat) – 2014–presente, adaptado por Kazuchika Okada
  - Go Home Driver (Cradle belly-to-back piledriver) – 2004-2014, used as a signature move thereafter
  - Suicide Silence (Sleeper hold) – 2014–presente

- Movimientos en firma
  - Avalanche frankensteiner
  - Death valley driver
  - Discus elbow smash
  - Diving double foot stomp
  - Running stomp
- Apodos
  - "Suicidal"
  - "The English Danger"
  - "The King of the Goths"
  - "Jimmy Fucking Havoc"
- Temas de entrada
  - "I Hope You Suffer" de AFI (circuito independiente)
  - "Psychotic Euphoric" de Silent Descent (ICW/WCPW)
  - "Suzanne" de Creeper (Usado como equipo con Clint Margera on FCP; 18 de marzo de 2017)
  - "Prelude 12/21" de AFI (Independent circuit)
  - "Burnin' It Up" de Dale Oliver (TNA; 1 de marzo de 2016 – 8 de marzo de 2016)
  - "This Still Remains" de Bloodloss (Progress Wrestling) - Usado como equipo con Mark Haskins

## Campeonatos y logros
- Anarchy Pro Wrestling
  - Anarchy Pro Heavyweight Championship (1 vez, actual)[17]

- British Wrestling Revolution
  - BWR Heavyweight Championship (1 vez)[18]

- Championship of Wrestling
  - CoW Championship (1 vez, actual)[19]

- Combat Zone Wrestling
  - Tournament of Death 16[20]

- Defiant Wrestling/What Culture Pro Wrestling
  - Defiant/WCPW Tag Team Championship (2 veces) - con Primate (1) y Mark Haskins (1)[21][22]
  - Defiant Hardcore Championship (1 vez)

- Dragon Pro Wrestling
  - All Wales Championship (1 vez)[23]

- Future Pro Wrestling
  - Future Pro Wrestling Championship (1 vez)[24]

- International Pro Wrestling: United Kingdom
  - IPW:UK All-England Championship (1 vez)
  - IPW:UK World Championship (1 vez)
  - Tag Team Tournament (2017) – con Zack Sabre Jr.

- Lucha Britannia
  - Lucha Britannia World Champion (1 vez)

- NWA UK Hammerlock
  - NWA United Kingdom Junior Heavyweight Championship (1 vez)[25]

- Progress Wrestling
  - Progress Championship (1 vez)
  - Progress Tag Team Championship (1 vez) – con Mark Haskins

- Southside Wrestling Entertainment
  - SWE Tag Team Championship (1 vez) – con Joseph Connors and The Pledge[26]
  - SWE Speed King Championship (1 vez)[27]

- Triple X Wrestling
  - TXW Smash Championship (1 vez)[28]
- X Wrestling Alliance
  - Goldrush (2015)[29]

- Pro Wrestling Illustrated
  - Situado en el Nº357 en los PWI 500 de 2015[30]
  - Situado en el Nº147 en los PWI 500 de 2017[31]
  - Situado en el Nº158 en los PWI 500 de 2018[32]
  - Situado en el Nº315 en los PWI 500 de 2019[33]